# ساتوشي مياغاوا
ساتوشي مياغاوا (باليابانية: 宮川 悟) (24 مارس 1977 في كاناغاوا في اليابان – )؛ هو لاعب كرة قدم ياباني سابق كان يلعب كمدافع.

## وصلات خارجية
- ساتوشي مياغاوا على موقع رابطة كرة القدم اليابانية للمحترفين (اليابانية)